# 刘海婴
刘海婴。天津大学精密仪器与光电子工程学院长、教授，主要从事脑认知功能，功能核磁共振等方向的研究工作。入选中华人民共和国教育部第五批"长江学者"特聘教授。